# Катерина Павлівна Романова
Катерина Павлівна Романова (рос. Екатерина Павловна Романова; 10 (21) травня 1788 — 9 січня 1819) — королева-консорт Вюртембергу в 1816—1819 роках, уроджена велика княжна Російської імперії з дому Романових, донька імператора Російської імперії Павла I та вюртемберзької принцеси Софії Доротеї, дружина принца Ольденбурзького Петера Фрідріха Георга, а після його смерті — короля Вюртембергу Вільгельма I.

## Біографія

### Ранні роки
Народилась 10 (21) травня 1788 року у Царському Селі. Була шостою дитиною та четвертою донькою великого князя Російської імперії Павла Петровича та його другої дружини Софії Доротеї Вюртемберзької, яка після прийняття православ'я звалася Марія Федорівна. Новонароджена отримала ім'я на честь бабусі з батьківського боку — імператриці Катерини II. Пологи були важкими, породіллі допомагав придворний лікар. Увечері того ж дня з приводу народження великої княжни у фортецях був даний гарматний салют, а наступні два дні служився благодарчий молебень. Офіційне повідомлення про народження Катерини було розміщене у газеті «Санкт-Петербурзькі відомості» від 16 травня 1788 року. Хрестини відбулися у Царському Селі 21 травня. Хрещеною матір'ю стала імператриця Катерина.

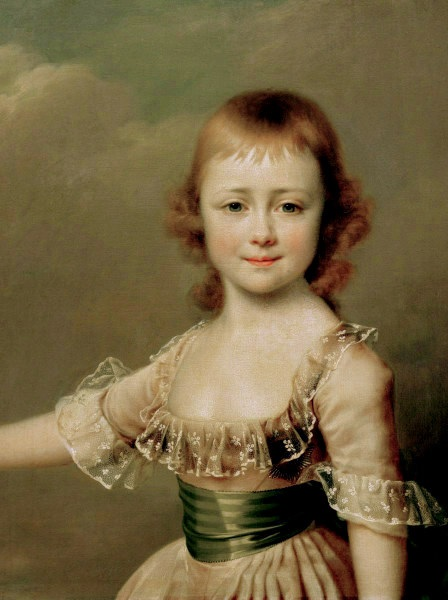
Дитячий портрет Катерини пензля Дмитра Левицького, 1790-ті, Павловський музей

Дівчинка мала старших братів Олександра та Костянтина й сестер Олександру, Олену та Марію. Мешкало сімейство у Гатчинському палаці, мали також Павловську дачу та палац на Кам'яному острові в дельті Неви у центрі Санкт-Петербургу. Шлюб батьків був щасливим. Згодом у них з'явилися доньки Ольга та Анна й сини Микола та Михайло.
Імператриця змальовувала онуку як «здорову, товстеньку, з гарненькими очками дитину». Марія Федорівна в листі до своїх батьків писала про доньку: "Це маленька красива лялечка, душка, дуже смішна, як наймолодша, вона є розпещеним матусиним дитям. Зізнаюся, що я часто граю з нею, вона так чутлива до ласки… ". Катерина так і залишилася найулюбленішою з її дочок. Все життя вони були дуже близькими. Марія Федорівна кликала її «Като».
У листопаді 1796 року померла Катерина II. Павло Петрович посів престол Російської імперії. Його нетривале володарювання скінчилося у березні 1801 року, коли правитель був убитий у результаті змови. Наступним імператором став 23-річний Олександр І. Катерина мала добрі відносини з братом та у всьому його підтримувала. Більшу частину часу вона проводила із матір'ю та суродженцями у Павловську.
Великі княжни виховувалися баронесою Шарлоттою Карлівною Лівен. До Катерини з семирічного віку була приставлена пані Аледінська, дружні відносини з якою принцеса зберегла до кінця життя.
Дівчина отримала добру домашню освіту під керівництвом низки педагогів. Професор Крафт навчав її математики, академік Андрій Карлович Шторх — економіки, дю Пюже — історії, географії та французької мови, живописець Олексій Єгоров — малюванню, протоієрей Самборський Андрій Опанасович — закону Божому та англійській мові.

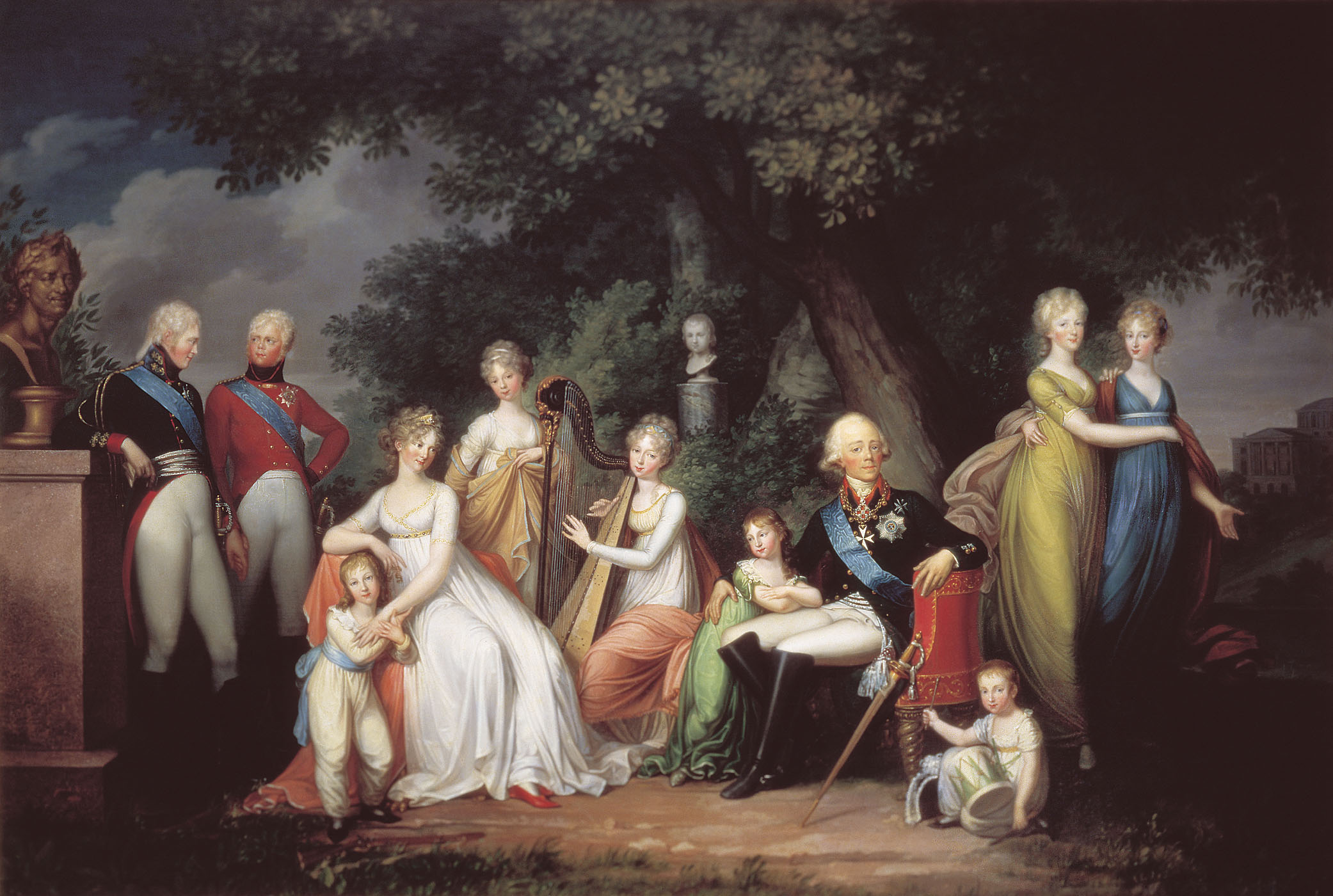
Портрет сімейства Павла I пензля Герхардта фон Кюгельгена, 1800

Вчилася краще за всіх у своїй сім'ї. З легкістю розмовляла та писала не тільки французькою та німецькою, а й російською мовою, що було рідкістю для аристократок тих часів. Знала також латину. Була спритною та відважною наїзницею, граційною танцівницею, грала на клавікордах, малювала, і навіть захоплювалася гравіюванням, як і її мати. Казали, що «…боязкість зовсім їй невластива; сміливість і досконалість, з якими вона їздить верхи, здатні збудити заздрість навіть у чоловіках». Один із сучасників писав: «…в ній немає анітрохи жіночої порожнечі, релігійної сентиментальності. Вона володіє особливою силою мислення, у погляді світяться чисті думки, вищі інтереси». Разом з тим, відзначалася надзвичайною вродою. Її називали «істинною красою царського дому та Росії». Анна Керн згадувала: «Катерина була справжньою красунею з темно-каштановим волоссям і незвичайно приємними, добрими очима. Коли вона входила, відразу ставало світліше та радісніше».
За часів правління батька отримала першу шлюбну пропозицію, коли 1799 року до Петербургу прибули баварські посли від курфюрста Максиміліана I, який просив її руки для свого сина Людвіга. Марія Федорівна відхилила пропозицію, пославшись на юний вік доньки. Павло I мав намір одружити Катерину із принцом Євгеном Вюртемберзьким, який заочно служив у російському війську і був представлений двору у січні 1801. Зі смертю імператора проект був скасований. У 1804 році прийшла друга пропозиція від баварців. Хоча вона була зустрінута схвально, шлюб так і не відбувся.
У 1806 році Катерина мала пропозицію від принца Генріха Прусського, яку також відхилили. Наступного року метою великої княжни та її матері став шлюб із овдовілим імператором Австрії Францом II. Займатися цим питанням було доручено російському послу у Відні — князю Олександру Куракіну. Втім, Тільзитський мир поклав край планам, і Олександр I наказав припинити усі перемовини щодо даного союзу.
Наступними кандидатурами стали кронпринц Вюртембергу та австрійські ерцгерцоги Фердинанд і Йоганн. Фердинанд здавався кращою партією, однак він не бажав переїжджати до Петербургу і, загалом, не поспішав одружуватися. Увага згодом переключилася на Леопольда Саксен-Кобург-Готського та Георга Ольденбурзького, які вже перебували на російській службі.

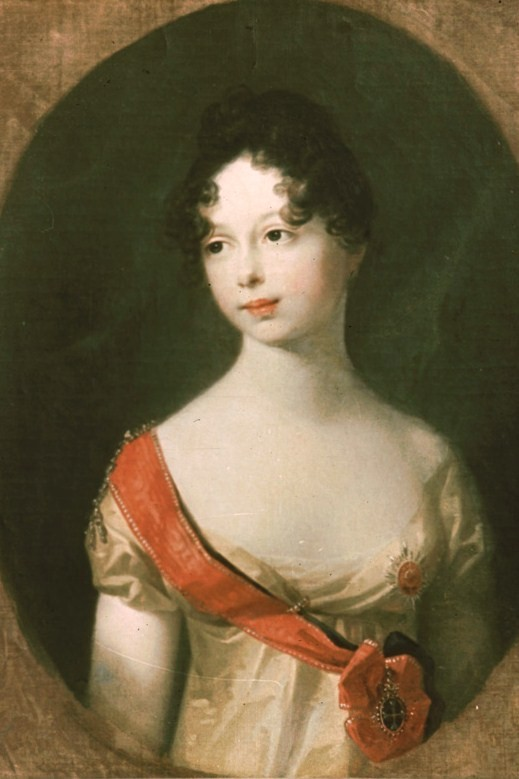
Портрет великої княжни пензля Августа Тішбейна

Фрейліна імператриці Єлизавети Олексіївни Роксана Едлінг згадувала:
|  | «Катерина Павлівна, сестра імператора... якби її серце було рівним її розуму, вона могла б зачарувати будь-кого і панувати над усім, що її оточувало. Прекрасна та свіжа, як Геба, вона вміла і чарівно посміхатися, і проникати в душу своїм поглядом. Очі її іскрилися розумом і веселістю, вони викликали довіру і заволодівали оною. Природна, одухотворена мова та здорова розсудливість, коли вона не потемнялась зайвими почуттями, дарували їй своєрідну принадність. У сімействі її обожнювали, і вона відчувала, що, залишаючись у Росії, вона могла грати найблискучішу роль!» |

Велика княжна мала роман із Петром Багратіоном, який у 1800—1811 роках очолював лейб-гвардію єгерського полку, що ніс охорону царської сім'ї у літні місяці. Після його віддалення від двору, була закохана у князя Михайла Долгорукова і навіть отримала дозвіл матері та брата-імператора на шлюб. Однак юнак загинув у жовтні 1808 року в ході російсько-шведської війни.
Наполеон після Ерфуртського конгресу проявив інтерес щодо можливого шлюбу з Катериною, і, хоча Олександр I рішуче відмовив, 1 січня 1809 року відбулися заручини великої княжни із принцом Ольденбурзьким. Рішення про одруження було поспішним і несподіваним, ймовірно було прийняте аби у будь-який спосіб уникнути весілля з Бонапартом. Едлінг писала щодо цього союзу:«У плані спорідненості він суперечив статутам церкви, так як вони були між собою двоюрідними. Зовнішність принца не уявляла собою нічого привабливого, але він був чесним чоловіком у повному розумінні слова. Катерина Павлівна мала розсудливість задовольнитися їм, і за природньою своєю жвавістю незабаром прив'язалася до чоловіка з усім запалом пристрасті…».
Ще до весілля наречені почали з'являтися разом на офіційних прийомах, придворних балах і у громадських місцях.

### Перший шлюб
У віці 20 років Катерина взяла шлюб зі своїм 24-річним кузеном Петером Фрідріхом Георгом Ольденбурзьким. Весілля пишно відсвяткували 18 квітня 1809 року. Того ж дня наречений, який тепер називався Георгієм Петровичем, отримав титул Його Імператорської Високості та незабаром був призначений генерал-губернатором трьох губерній: Тверської, Ярославської та Новгородської, а також головним директором шляхів сполучення. Велика княжна отримала у подарунок від брата-імператора Аничков палац. Перший час молодята мешкали у Зимовому палаці. Медовий місяць та більшу частину літа провели у Павловську, де для них був підготовлений Костянтинівський палац. У другій половині серпня водним шляхом виїхали до Твері й оселилися у місцевому імператорському подорожньому палаці. За усіма свідченнями сучасників, шлюб виявився щасливим, між подружжям встановилися душевні та ніжні відносини.

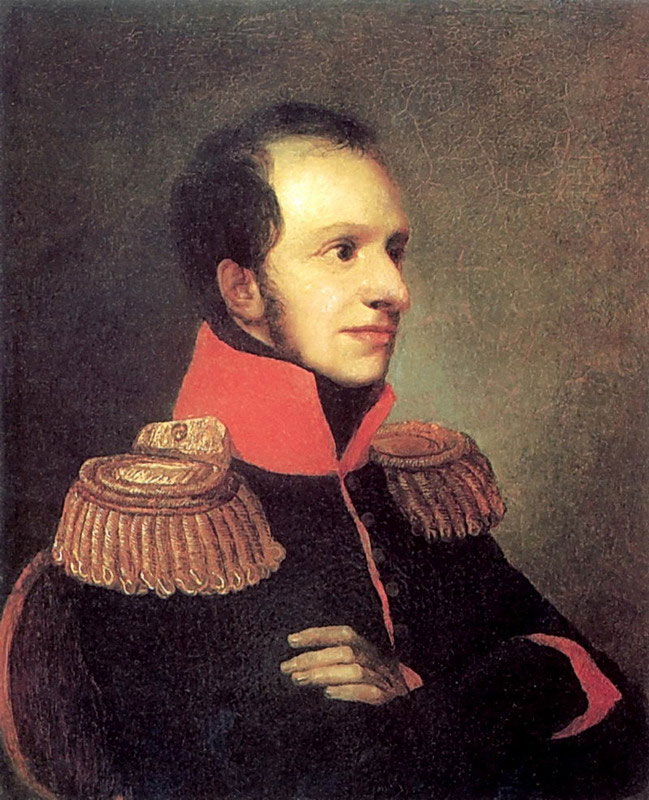
Портрет Георга Ольденбурзького пензля Ореста Кіпренського, 1811, Царське Село

До шлюбу Катерина Павлівна не втручалася до державних справ, але з переїздом до Твері у неї розвинувся жвавий інтерес до політики, вона почала прагнути впливати на урядову діяльність. Княгиня влаштувала у себе блискучий салон, де збиралося багато видатних людей; нерідко бував і сам імператор Олександр. Через його часту присутність тверський двір став відігравати значну роль у політиці, тут обговорювалися всі державні справи. Катерина Павлівна намагалася бути у курсі політичних подій, і загалом всього, що відбувалося у Петербурзі та Європі. Від секретаря Ф. П. Луб'яновського вона дізнавалася зміст газет, яких сама не читала.
Відомо, що Олександр Павлович багато радився з молодшою сестрою щодо різноманітних питань зовнішньої та внутрішньої політики, й відкривав їй такі плани та думки, які залишалися таємницею навіть для найближчого його оточення. Про даний факт свідчить їхнє обширне листування.
На думку сучасників, Катерина Павлівна сприяла відставці держскретаря графа Сперанського та піднесенню графа Ростопчина. У Петербурзі про велику княгиню казали: «Суміш Петра I з Катериною II й Олександром I».
Разом з тим її салон був центром культурного життя. Відомо, що перші глави своєї «Історії держави Російської» М. М. Карамзін прочитав Катерині, коли відвідав її у 1811 році.
За свідченнями сучасників, зокрема графа Жозефа Марі де Местра:
|  | «Образ життя великої княгини Катерини в Твері воістину разючий. Вечорами будинок її схожий на монастир; відомий літератор, пан Карамзін, читає там лекції з російської історії ... і особи, яких вона удостоює своїм запрошенням, не мають ніякої іншої розваги... Принцеса сама навчає чоловіка російської мові і служить посередницею між ним і простим народом... Доброта та ввічливість великої княгині незрівнянні. Будь я живописцем, надіслав би вам зображення її очей, щоб ви бачили, як блага природа вмістила до них розум і доброту... Ця юна принцеса у великому фаворі у свого брата Олександра I, який обсипає її багатствами та всілякими знаками уваги. Вона дуже освічена та дуже розумна; руські навіть перебільшують у ній цю останню якість ... Це голова, здатна заздалегідь багато передбачати і вживати найрішучіших заходів». |

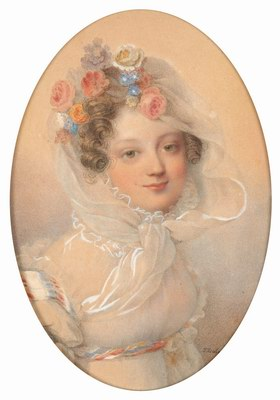
Портрет Катерини Павлівни пензля Ж.-Б. Ізабе, 1810-ті

Часто давала бали, влаштовувала Волгою гуляння з музикою, илюмінаціями та феєрверками. Князь О. П. Оболенський писав: «Тихе й одноманітне життя губернського міста абсолютно змінилася». Придворне світське життя в палаці текло за суворим розпорядком — не було ніяких знижок на те, що це — не імператорський двір. Катерина Павлівна докладала всіх зусиль до того, щоб створити в своїй «люб'язній серцю, милій Твері» справжній «шматочок Петербургу».
Окрім цього, брала уроки живопису у художника Олексія Єгоровича Єгорова, ілюструвала збірки віршів свого чоловіка. У липні 1811 року разом із Георгом та його батьком відвідала Маріїнський і Тихвинський канали, щоб оглянути хід здійснюємих там роботи.
З початком війни з Наполеоном у 1812 році, серед загальної розгубленості та пригніченості, проявила енергію й ініціативу в числі небагатьох августійших осіб. Підбадьорювала брата-імператора, рішуче виступала проти укладення перемир'я з Бонапартом. Однією з перших підтримала думку про скликання народного ополчення, а також вже на шостий день війни створила своїм рескриптом «Єгерський Великої Княгині Катерини Павлівни батальйон», який згодом брав участь у багатьох битвах. Місцем формування вказала Твер. У Ярославлі сформувала ополчення, яке складалося з одного кінного та кількох піхотних полків під командуванням флігель-ад'ютанта князя Оболенського. Організовувала шпиталі, сама перевіряла стан поранених і полонених.
В цей час народився її менший син, після чого вона дозволила собі тижневий відпочинок. Всього у Катерини та Георга було двоє синів:
За чотири місяці після других пологів втратила чоловіка, який помер від тифу 15 грудня 1812 року в неї на руках. Княгиня важко переживала його смерть, її почали переслідувати численні проблеми зі здоров'ям. Згадувались часті гемороїдальні кровотечі та судоми, які супроводжувалися втратою свідомості. Ймовірно страждала кататонічним синдромом.
Для відновлення здоров'я, а також пошуку нового чоловіка, Катерина виїхала до Європи, де пробула з березня 1813 до 1815 року. Сучасники відмічали майже маніакальний характер подорожі. Навесні 1814 року відвідала Нідерланди, а згодом досить довго прожила в Англії, прибувши туди у червні місяці разом із братом-імператором в ході візита союзних правителів для святкування перемоги над Наполеоном. У Лондоні мешкала у Pulteney Hotel на Пікаділлі. Побувала також на батьківщині чоловіка, в Ольденбурзі, де була прийнята батьком Георга та його братом.

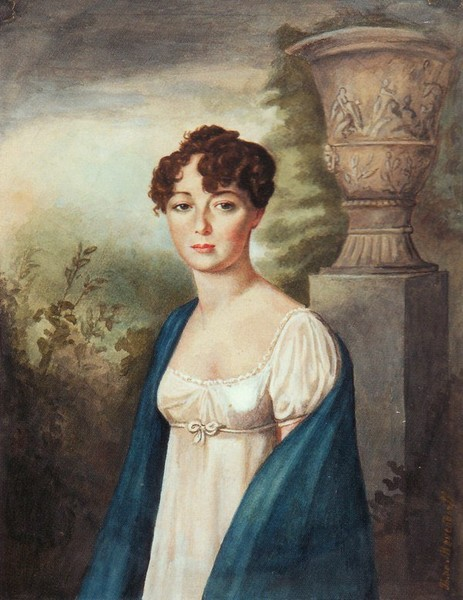
Портрет пензля невідомого майстра, 1810-ті

Сучасники змальовували її в той час: «Вона була завжди дуже просто вдягнена, у чорній шовковій сукні. Її чудові темно-каштанові локони прикрашали прекрасне, біле з рум'янцем обличчя і круглий лоб, на якому не було ніякого сліду хворобливості, хоча вона сильно страждала нервами. Причиною її страждань в значній мірі було її надзвичайно суворе життя, звичка спати лише кілька годин на добу, постійне читання та письмові заняття зранку до пізньої ночі і, нарешті, суворість щодо самої себе».
У 1815 році була присутньою з Олександром на Віденському конгресі і впливала на хід його нарад. Ступінь впливу залишається невідомою за відсутності відповідних даних. Брала активну участь у всіх прийомах, балах і розвагах. Принц де Лінь, який бачив Катерину Павлівну та її сестру Марію на конгресі, дав їм порівняльну характеристику: «Велика княжная Марія прив'язує до себе серця, а Катерина бере їх наступом».
Щодо кандидатур для нового шлюбу, в її листах фігурували герцог Кембриджський Адольф Фредерік, прусський принц, спадкоємний принц Нідерландів, принц Нассау Вільгельм, герцог Кларенс. Зі спадкоємним принцом Нідерландів згодом взяла шлюб її менша сестра Анна.
Катерина була закохана в ерцгерцога Карла Австрійського, але політика Меттерніха зробила неможливим цей союз, і княгиня мала залишити Відень. У Веймарі зустрілася зі своїм кузеном Вільгельмом Вюртемберзьким, одруженим із Шарлоттою Баварською. Між ними спалахнули почуття, однак для їхнього узаконення пара мала дочекатися розлучення Вільгельма. Шлюб із Шарлотою був анульований римською курією 12 січня 1816 року.

### Другий шлюб
У 27-річному віці Катерина взяла другий шлюб із 34-річним кронпринцом Вюртембергу Фрідріхом Вільгельмом. Весілля відбулося 24 січня 1816 року в Санкт-Петербурзі. Княгиня отримала великий посаг, який було перераховано на 46 сторінках. Серед подарунків був величезний золотий сервіз на 112 персон. Перший час молодята провели у російській столиці. У лютому того ж року були присутніми на вінчанні Анни Павлівни з Віллемом Оранським.

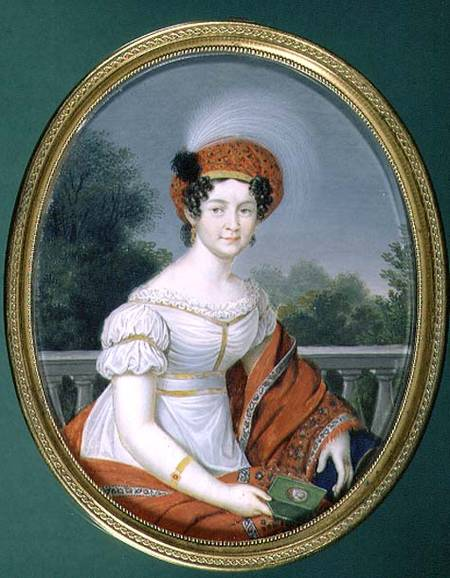
Портрет пензля Ф. Флейшмана, приватна колекція

13 квітня 1816 року пара урочисто в'їхала до Штутгарту та була зустрінута перед Новим палацом королівською родиною Вюртемберга й місцевим населенням. Церкви вітали подружжя гучними дзвонами, були дані також гарматні залпи. Кронпринцеса вже була вагітна. Дітей від першого шлюбу вона також забрала до Вюртембергу.
Із прибуттям кронпринцеси до Штутгарту був створений перший православний храм. Це була похідна церква, розміщена у Fürstenbau. Частину необхідного облаштунку, а також причт Катерина також привезла із собою. В її свиті значилися священик Василь Афанасьєв і співоча капела з чотирьох чоловік.
Свекор Фрідріх I до 28-річчя невістки у травні 1816 року дарував їй заміський будинок Бельвю із парком на лівому березі Неккара. Бельвю став улюбленим місцем відпочинку Катерини, де вона проводила безтурботні тижні зі своїм чоловіком, який ще не був обтяжений офіційними справами. Згодом будинок став їхньою літньою резиденцією. Подружжя перебуло там наприкінці травня 1817 року, коли трапилася сильна повінь. Пара евакуювалася човном, залишивши будівлю через вікно.
30 жовтня кронпринцеса, доглядаючи помираючого свекора, народила доньку. Того ж дня він пішов з життя, а Фрідріх Вільгельм став королем Вюртембергу. Всього у подружжя було двоє доньок.
Доротея Лівен так змальовувала королеву Вюртембергу:
|  | «... була дуже властолюбною й відрізнялася величезною зарозумілістю. Мені ніколи не доводилося зустрічати жінки, яка б до такої міри була одержима потребою рухатися, діяти, грати роль і затьмарювати інших. У неї були чарівні очі та манери, впевнена хода, горда і граційна постава. Хоча риси її обличчя не були класичними, але вражаючий свіжий колір обличчя, блискучі очі та чудові волосся полонили всіх. Вихована великою школою, вона чудово знала всі правила пристойності та була обдарована сильними піднесеними почуттями. Говорила вона коротко, але красномовно, її тон завжди був наказовим». |

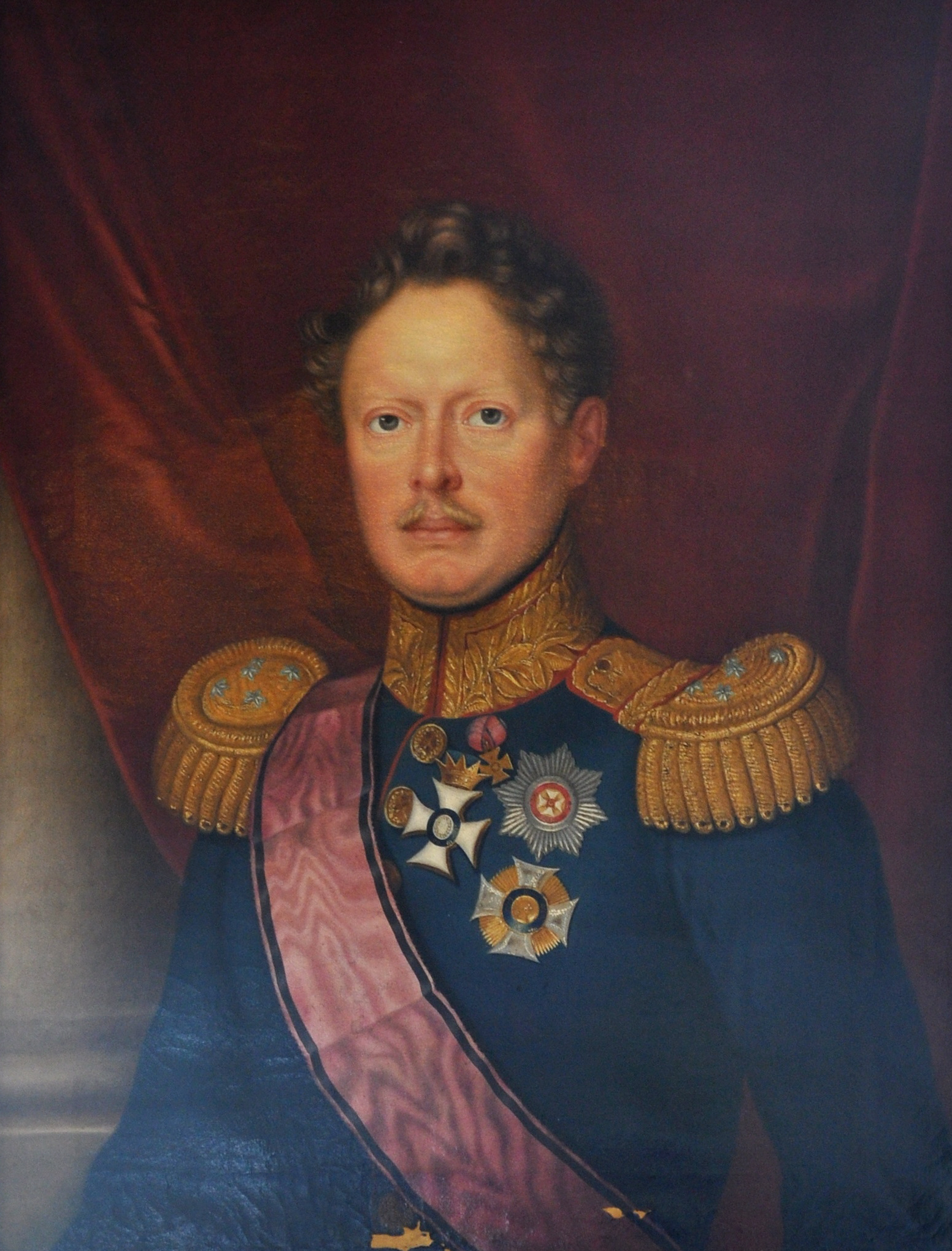
Портрет Вільгельма I пензля невідомого майстра, замок Вальдбург

Подружжя часто проводило час на природі у замку Шарнгаузена, поруч із яким розміщувався кінний завод. У 1818 році був також збудований двоповерховий замок в Есслінгені.
Будучи правителькою менше трьох років Катерина Павлівна була поглинена створенням у королівстві благодійних і навчальних закладів.
1816-й, відомий як рік без літа, спричинив голодну зиму. Для боротьби з голодом королева заснувала й очолила «Центральну благодійну асоціацію», яка існувала багато років і після її смерті. Завданням нової організації було створення та координація децентралізованих асоціацій допомоги на напівдержавній основі за підтримки офіційних закладів і церков. Основними напрямками роботи були: створення «будинків порятунку» для бездоглядних дітей, розширення медичної інфраструктури і медичного обслуговування, створення «індустріальних шкіл» для передачі практичних навичок. На практиці, люди, у першу чергу, забезпечувалися їжею, для чого були відкриті супові та їдальні, й одягом. На другому етапі їм мали знайти роботу. Катерина була переконана: «Надати роботу — це більш, ніж давати милостиню». Таким чином, королева заклала основи нової соціальної політики країни.

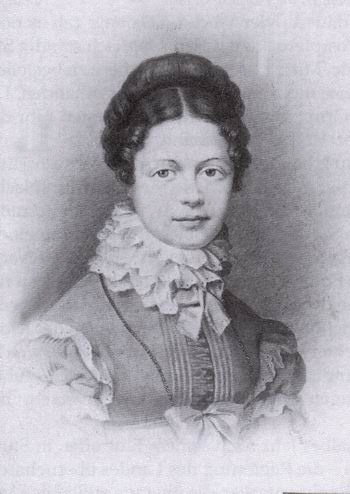
Портрет королеви пензля невідомого майстра

Вільгельм, бажаючи підтримати ініціативу дружини, виділив 10 000 флоринів на щорічну допомогу бідним. Мати королеви, імператриця Марія Федорівна, стала членом асоціації зі щорічним внеском у 2 000 рублів, причому Микола I наказав продовжувати платити цей внесок і у майбутньому. Катерина Павлівна й сама жертвувала дуже багато, даючи необхідні суми для початкового створення різних профільних установ та організацій, що відгалужувались від центральної асоціації. У 1817 році стала попечителькою Товариства для заохочення і поширення сільського домоводства і промисловості.
Як реакцію на голод 1817 року, відкрила у 1818 році перший позиковий банк — ощадну касу (нім. WürttembergischeLandessparkasse), до якої вносила власні гроші, а також щорічно гроші матері та брата-імператора.
У 1818 році заснувала інститут для дівчаток, що мав на меті досягнення рівня освіти, набагато вищого за рівень початкової школи, Заклад від початку характеризувався ліберальним духом: «Учениці мають відчувати себе щасливими, повинен переважати дружній тон». Обов'язковим для усіх класів було викладання п'яти годин французької мови на тиждень. Також створила кілька інших навчальних закладів. Вводила нові навчальні програми (наприклад, гімнастику для дівчаток). Завжди вважала, що жінки можуть і повинні брати активнішу участь у житті суспільства та намагалися дати своїм підданим таку можливість.
Протегувала культурному житті країни, підтримувала тісні контакти з діячами мистецтва, регулярно відвідувала вистави придворного театру. Ідеєю королеви було створення у Штутгарті великої картинної галереї за зразком Ермітажу. Для підняття престижу Вюртемберга, планувала власним коштом викупити унікальну колекцію мистецтва братів Буассере, але цьому завадила її передчасна смерть. Розробляла із чоловіком проект заміського будинку, який згодом отримав назву замок Розенштайн. Був втілений згодом архітектором Джованні Салуччі і закінчений у 1829 році.
9 січня 1819 року о 7:30 ранку Катерина Павлівна померла від інсульту. В офіційному повідомленні причиною смерті була названа бешиха. Пліткували, що королева померла від пневмонії, яка розвинулася після її спроби спіймати чоловіка на побаченні з баронесою Бланш фон Кеделштайн у Шарнгаузені, куди вона прибула верхи у тонкій сукні, або, за іншими даними, у відкритій кареті. Версії викрила жінка коханку або ні також різняться.
Жуковський, зі слів свідків, описував те, що відбувалося в Штутгарті після її смерті: «Король з якоюсь впертістю відчаю довго не хотів і не міг вірити своїй утраті: довго сидів він над бездиханним тілом своєї дружини, зіщуливши в руках своїх охололу руку її, і чекав, коли вона відкриє очі». Марія Федорівна також довго не вірила у смерть доньки, яку навідувала за кілька місяців перед цим і яку залишила в доброму здоров'ї.

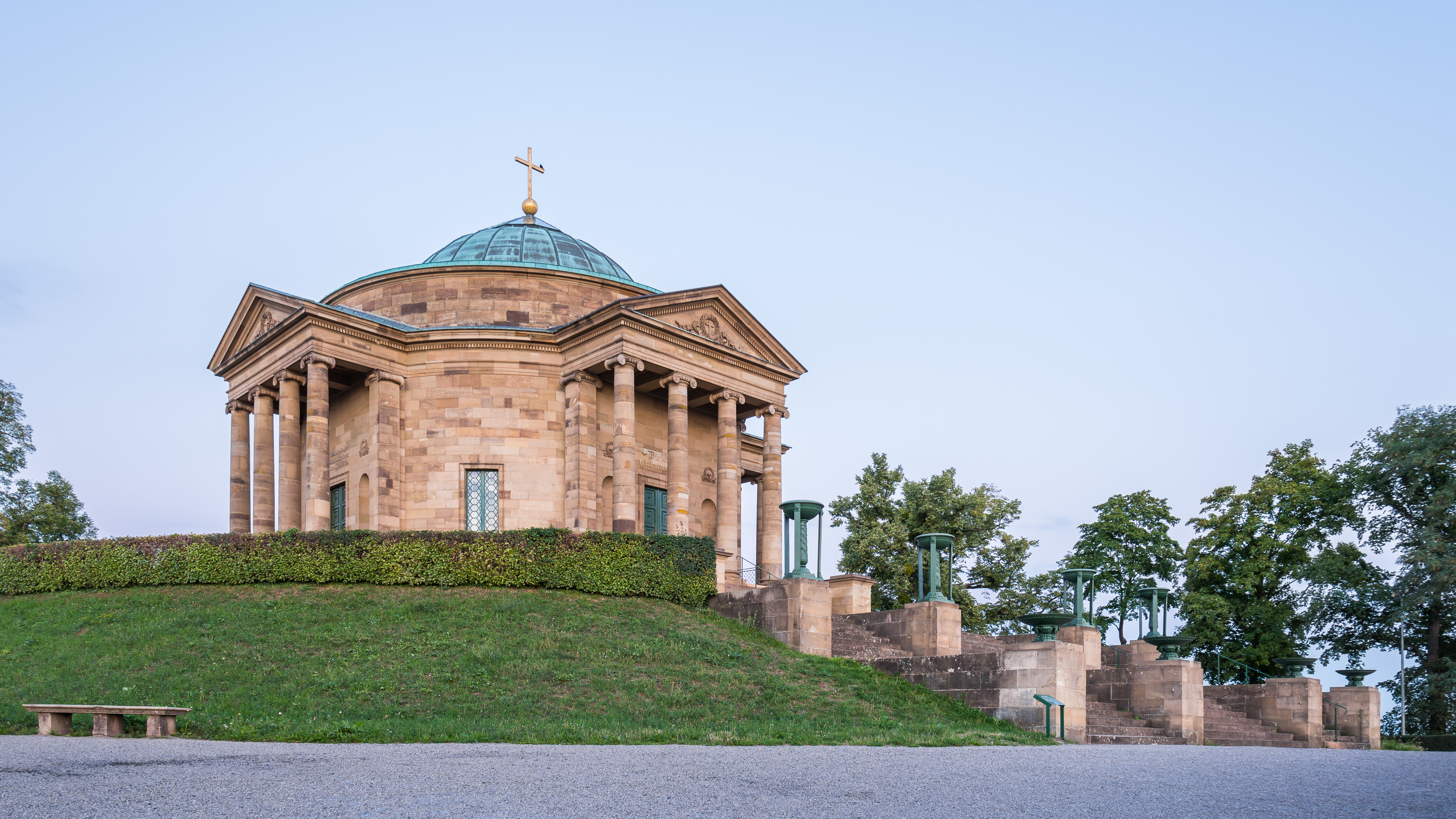
Мавзолей Вюртембергів

14 січня королева була похована у князівській крипті Колегіальної церкви Штутгарта. Згодом тіло перепоховали у мавзолеї Вюртембергів на Ротенберзькій горі, де була створена каплиця Святої Катерини. Над входом до храму Вільгельм наказав висікти слова: «Кохання ніколи не помре». Він обмежив право бути похованими там собою та двома їхніми доньками, що мало підкреслити вічну любов між ним і дружиною.
Навесні 1820 року, з дозволу колишньої тещі та шурина-імператора, Вільгельм узяв третій шлюб зі своєю родичкою Пауліною Вюртемберзькою, яка невдовзі народила йому сина-спадкоємця. Втім, зрештою цей союз розпався, і подружжя жило окремо.
Сини Катерини були відправлені на виховання до діда з батьківського боку — Петера Ольденбурзького.
Доньки спочатку були при мачусі Пауліні, а згодом — відіслані до тітки Катерини Вюртемберзької. Остання і влаштувала шлюб принцеси Марії із графом фон Нейпергом.

## Родина
(1) Чоловік — Петер Фрідріх Георг Ольденбурзький
Діти:
- Александр (1810—1829) — одруженим не був, дітей не мав;
- Петро (1812—1881) — генерал від інфантерії російської армії, був одруженим з нассауською принцесою Терезією Вільгельміною, мав восьмеро дітей.

(2) Чоловік — Фрідріх Вільгельм, кронпринц Вюртембергу
Діти:
- Марія (1816—1887) — дружина графа фон Нейпперга Альфреда Франца, дітей не мала;
- Софія (1818—1877) — дружина короля Нідерландів Віллема III, мала трьох синів, що не залишили нащадків.

## Нагороди
- Великий хрест ордену Святої Катерини (Російська імперія) (21 травня 1788).

## Вшанування

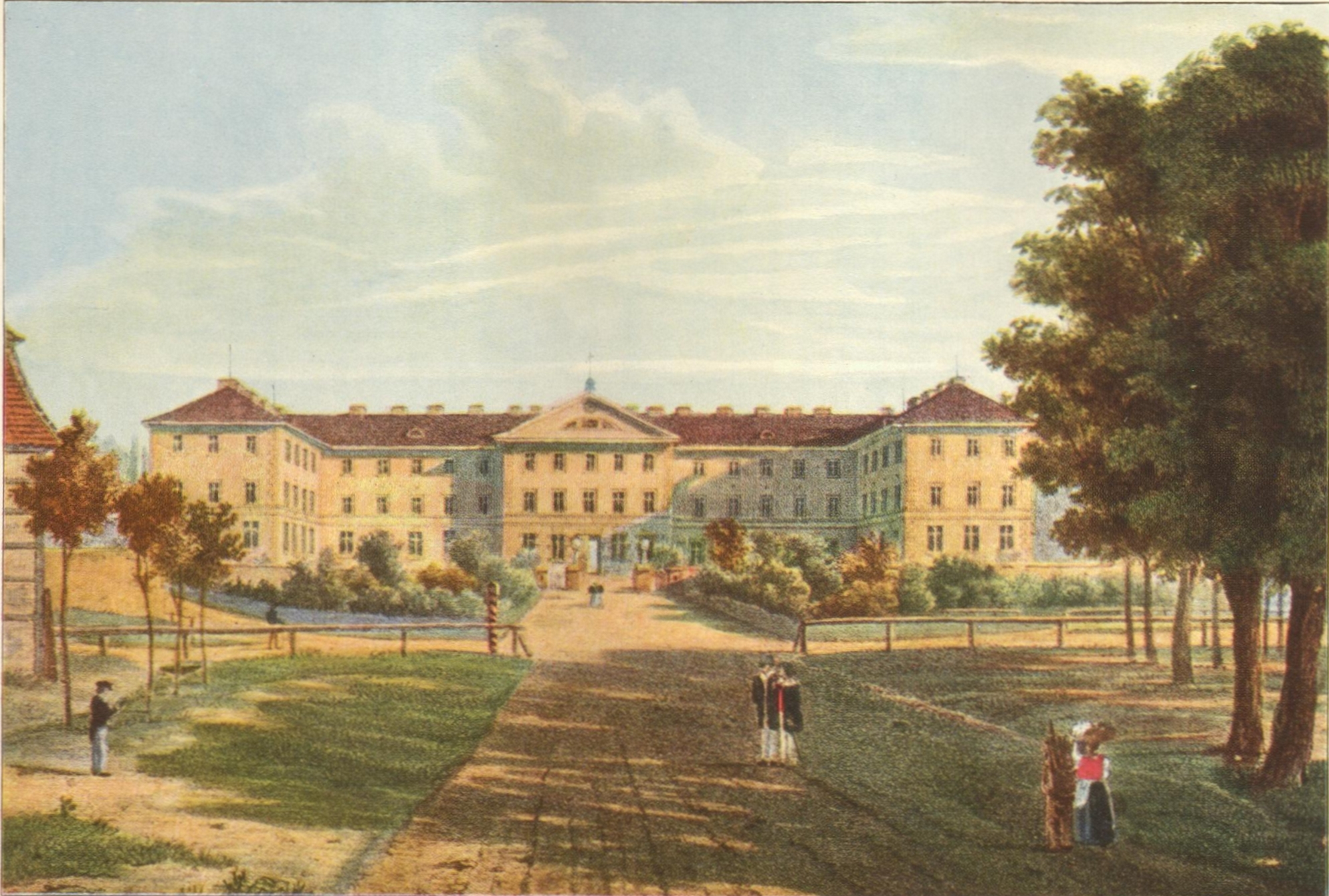
Шпиталь Катерини на картині невідомого майстра у рік відкриття

- З нагоди вінчання Катерини Павлівни із принцом Ольденбурзьким у квітні 1809 року поет Гаврило Романович Державін написав вірш «Геба».[21]
- У січні 1819 року Василь Андрійович Жуковський написав елегію «На кончину Ея Величества королевы Виртембергской».[22]
- Після смерті королеви, заснована нею школа для дівчаток у Штутгарті стала називатися Заклад королеви Катерини (нім. Königin-Katharina-Stift);
- У 1820—1827 роках за планом архітектора Ніколауса Фрідріха фон Турет у Штутгарті була збудована лікарня на 230 ліжок, яка була названа Шпиталь Катерини (нім. Katharinenhospital). Відкрилася 9 січня 1828 року, в 9-ту річницю смерті королеви.
- Її ім'я носить вулиця Катерини (нім. Katharinenstraße) у Штутгарті.[23]
- У 1818 році на честь княжни було назване новостворене місто Катаріненфельд у Квемо-Картлі. Перейменоване 1921 року на Люксембург. Від 1944 року носить назву Болнісі.

## В мистецтві

### Кіновтілення
- Малишева Ірина Валентинівна у радянському біографічному фільмі «Багратіон» 1985 року роботи режисерів Г. Чохонелідзе та К. Мгеладзе.
- Трішкіна Анна Ігоревна у російському телевізійному серіалі «Ад'ютанти кохання» 2005—2006 років роботи режисера Михайла Мокеєва.